# ليلة سقوط غرناطة (مسلسل)
ليلة سقوط غرناطة مسلسل أنتجته استديوهات عجمان في الثمانينات من القرن الماضي، كان من بطولة أحمد مرعي  أحمد خليل وأمينة رزق وكتبه الكاتب والمؤلف المصري محفوظ عبد الرحمن  وإخراج المخرج عباس أرناؤوط.
صفحة المسلسل علي قاعدة الأفلام العربية